# Pirro de Élis
Pirro de Élis (ca. 360 a.C. — ca. 270 a.C.) foi um filósofo grego, nascido na cidade de Élis, considerado o primeiro filósofo cético e fundador da escola que veio a ser conhecida como pirronismo.
Diógenes Laércio, citando Apolodoro de Atenas, diz que ele foi um pintor e que existiam pinturas suas no ginásio de Elis. Posteriormente foi atraído para a filosofia pelas obras de Demócrito, e travou contato com o pensamento dialético da Escola Megárica por intermédio de Bríson, aluno de Estílpon, um dos principais representantes da escola.
Pirro, junto com Anaxarco, viajou com Alexandre, o Grande em suas explorações no oriente, e estudou na Índia com os gimnosofistas e com os  magi na Pérsia. Da filosofia oriental parece ter adotado uma vida de reclusão. Voltando a Elis, viveu pobremente, mas foi muito reconhecido pelos habitantes de Elis e também pelos atenienses, que lhe concederam a cidadania. Suas doutrinas são conhecidas principalmente pelos escritos satíricos de seu pupilo Tímon, o Silógrafo.
Os princípios de sua obra são expressos, em primeiro lugar, pela palavra acatalepsia, que define a impossibilidade de se conhecer a própria natureza das coisas. Qualquer afirmação pode ser contraditada por argumentos igualmente válidos.  Em segundo lugar, é necessário preservar uma atitude de suspensão intelectual, ou, como Timon expressa, nenhuma afirmação pode ser considerada melhor que outra. Em terceiro lugar, estes resultados são aplicados na vida em geral. Pirro conclui que, dado que nada pode ser conhecido, a única atitude adequada é ataraxia, "despreocupação".
A impossibilidade do conhecimento, mesmo em relação à nossa própria ignorância ou dúvida, deve induzir o homem sábio a resguardar-se, evitando o stress e a emoção que acompanha o debate sobre coisas imaginárias. Este ceticismo drástico é a primeira e mais completa exposição de agnosticismo na história do pensamento. Seus resultados éticos podem ser comparados com a tranquilidade ideal dos estoicos e os epicuristas.
O caminho do sábio, diz Pirro, é perguntar-se três questões. Primeiro deve  perguntar o que são as coisas e de que são constituídas. Segundo, como estamos relacionados a estas. Terceiro, perguntar qual deve ser nossa atitude em relação a elas. Sobre o que as coisas são, podemos apenas responder que não sabemos nada. Sabemos apenas de sua aparência, mas somos ignorantes de sua substância íntima.
A mesma coisa aparece diferentemente a diferentes pessoas, e assim é impossível saber qual opinião é a correta. A diversidade de opiniões entre os sábios, como entre os leigos, prova isso. A cada afirmação pode-se contrapor outra contraditória, mas com base igualmente boa, e qualquer que seja minha opinião, a opinião contrária é defendida por alguém que é tão inteligente e competente para julgar quanto eu. Podemos ter opiniões, mas certeza e conhecimento são impossíveis. Daí nossa atitude frente às coisas (a terceira pergunta) deve ser a completa suspensão do julgamento. Não podemos ter certeza de nada, mesmo as afirmações mais triviais.
Diz-se que Pirro era tão cético que isso o teria levado a agir de maneira insensata. Segundo Diógenes Laércio, não se guardava de risco algum que estivesse em seu caminho, carroças, precípicios ou cães. Certa vez, quando Anaxarco caiu em um poço, Pirro manteve-se imperturbável, conforme a sua filosofia, não socorrendo o mestre. Enesidemo argumenta, porém, que Pirro "filosofava segundo o discurso da suspensão do juízo, mas que não agia de maneira inaudita". Parece confirmar essa observação o fato de Pirro ter vivido até os 90 anos.